# Toshiba T1200
O Toshiba T1200 foi um laptop fabricado pela Toshiba Corporation a partir de 1987, o qual pode ser considerado como uma versão aperfeiçoada do T1000. Teve duas versões básicas: o T1200FB, com dois drives de 3" 1/2, 720 KiB cada, e o T1200HB, com um drive e um HD de 20 MiB. Na época em que foi lançado, final dos anos 1980, era considerado um laptop com uma ótima relação custo/benefício (preço de lançamento: US$ 6.499).

## Características
| UCP           | Intel 80C86 em 4,77 MHz ou 9,57 MHz |
| RAM           | 1 MiB (640 KiB convencional e 384 KiB como memória expandida) |
| VRAM          | 256 KiB |
| ROM           | 64 KiB |
| Teclado       | mecânico, 82 teclas. |
| Display       | monitor embutido LCD, CGA-compatível, 16 tons de verde/azul; texto (80x25) e gráfico (640x200 ou 320x200 pixels).                                                                                         |
| Som           | alto-falante embutido |
| Portas        | 1 RS232, 1 porta paralela, 1 conector para monitor de vídeo externo, 1 conector para teclado numérico opcional, 1 conector para drive externo, 1 conector RJ-11 (telefone) e 1 slot de expansão (8 bits). |
| Comunicação   | modem embutido (1200 bps) |
| Armazenamento | 2 drives de 3" 1/2, 720 KiB (modelo 1200FB) ou um drive e um HD de 20 MiB (T1200HB) |